# Aaron March
Aaron March (Bressanone, 14 maggio 1986) è uno snowboarder italiano.

## Biografia
Specialista dello slalom parallelo e dello slalom gigante parallelo, ha esordito nella Coppa del Mondo di snowboard il 14 marzo 2004 nel gigante parallelo di Bardonecchia giungendo 57º. Il 6 marzo 2010 conquista il primo podio in Coppa del Mondo, salendo sul gradino più alto del podio nello slalom parallelo disputato a Mosca.
Ha partecipato ai XXI Giochi olimpici invernali di Vancouver 2010, XXII Giochi olimpici invernali di Soči 2014, XXIII Giochi olimpici invernali di Pyeongchang 2018 ottenendo come miglior risultato un 4º posto nello slalom e a nove edizioni dei Mondiali durante i quali, come miglior prestazione, può vantare la vittoria nello slalom parallelo a squadre a Bakuriani 2023 in coppia con Nadya Ochner oltre al bronzo nello slalom parallelo di Engadina 2025.
Nella 2021 si aggiudica la Coppa del Mondo di parallelo e, per la seconda volta in carriera, quella di slalom parallelo, già vinta nel 2017.

## Palmarès

### Mondiali
- 2 medaglie:
  - 1 oro (slalom parallelo a squadre a Bakuriani 2023)
  - 1 bronzo (slalom parallelo a Engadina 2025)

### Coppa del Mondo
- Vincitore della Coppa del Mondo di parallelo nel 2021
- Vincitore della Coppa del Mondo di slalom parallelo nel 2017 e nel 2021
- 20 podi:
  - 4 vittorie
  - 9 secondi posti
  - 7 terzi posti

#### Coppa del Mondo - vittorie
| Data            | Luogo         | Paese    | Disciplina |
| --------------- | ------------- | -------- | ---------- |
| 6 marzo 2010    | Mosca         | Russia   | PSL        |
| 12 gennaio 2021 | Bad Gastein   | Austria  | PSL        |
| 20 marzo 2021   | Berchtesgdaen | Germania | PSL        |
| 14 gennaio 2025 | Bad Gastein   | Austria  | PSL        |

Legenda:

PSL = Slalom parallelo